# Новые Волосовичи
Но́вые Воло́совичи (бел. Но́выя Вало́савічы) — деревня в Лепельском районе Витебской области Белоруссии. Входит в состав Волосовичского сельсовета.

## География
Деревня Новые Волосовичи находится в 17 км к юго-востоку от города Лепель и в 135 км от Витебска. Через деревню протекает речушка Буковица, которая дала возможность обустроить пруд. На берегу пруда и в 0,5 км к западу от деревни расположены курганные могильники.

## Население
В 2000 году в деревне насчитывалось 532 жителя и 191 двор.

## Инфраструктура
В деревне располагается местный сельсовет,имеется отделение РОЧС, работает библиотека,почта и 2 магазина, действует Нововолосовичская сельская врачебная амбулатория.Автобусное сообщение с райцентром. Возле деревни обустроены 2ключа с природной водой. На территории бывшей средней школы начинает функционировать "Центр развития New Васюки".

## Достопримечательности
- Братская могила советских солдат.

## Известные уроженцы
- Николай Николаевич Томашевич (1921—1983) — Герой Советского Союза.